# Острогорский, Георгий Александрович
Гео́ргий Алекса́ндрович Острого́рский (6 (19) января 1902, Санкт-Петербург — 24 октября 1976, Белград) — югославский учёный русского происхождения, один из самых авторитетных историков-византинистов XX века, эмигрант первой волны.

## Биография
Родился в семье директора лицея Острогорский, Александр Яковлевич. Окончил петербургскую классическую гимназию[уточнить]. В годы революции выехал с семьей в Финляндию. С 1921 года учился в Гейдельбергском университете, изучая философию, политэкономию, социологию и классическую археологию, слушал лекции Ясперса, Риккерта и А. Вебера. Под влиянием П. Э. Шрамма заинтересовался историей Византии, для углубленного изучения которой в 1924 году отправился в Париж, где учился у Диля и Мейе. В июле 1925 года защитил в Гейдельберге докторскую диссертацию («Сельские податные общины в Византийской империи в X в.»). Получив немецкое гражданство, с 1928 года как приват-доцент читал лекции по истории Византии в университете Бреслау (совр. Вроцлав).
В 1933 году после прихода к власти национал-социалистов был вынужден покинуть Германию и уехал в Югославию по приглашению Белградского университета, где с 1933 года как почётный, а с начала 1941 до 1973 год — как штатный профессор преподавал византийскую историю на отделении истории Философского факультета, был руководителем Византийского семинара и заведующим кафедрой византологии.
В марте 1946 году избран членом-корреспондентом Сербской академии наук и искусств, а через два года стал её действительным членом. 26 марта 1948 года по инициативе Острогорского был организован Институт византиноведения Сербской АН (Византолошки институт). До самой кончины он был его директором, а с 1951 года — главным редактором ежегодного «Сборника трудов» Института (Зборник радова византолошког института). Преподавательская и научно-исследовательская деятельность Острогорского выдвинула Югославию в число лидеров мирового византиноведения XX в. В декабре 1973 года вышел на пенсию, оставаясь директором Института. Умер после тяжёлой и продолжительной болезни на 75-м году жизни.
Член 15 академий и научных институтов Европы и Америки (член-корреспондент Британской академии (1963)), почётный доктор Оксфордского и Страсбургского университетов, кавалер югославского ордена Демократии и ордена ФРГ «За заслуги».
Главным трудом Острогорского стала «История Византийского государства», изданная впервые на немецком языке в 1940 году и переработанная во втором (1952) и третьем (1963) немецких изданиях. В 1965 году появилось сокращённое издание для широкой публики (без научного аппарата), выдержавшее множество переизданий (последнее — 2006). Книга, признанная одним из лучших обобщающих трудов по византийской истории, была переведена на английский (1956, 1957, 1968, 1969), французский (1956, 1977, 1996), сербский (1959, 1969, 1985), словенский (1961), польский (1967, 2008), итальянский (1968, 1993), турецкий (1981), болгарский (1998), венгерский (2001), украинский (2002) и русский (2011) языки.
Жена — югославский историк Фанула Папазоглу.

## Работы

### Монографии
- Geschichte des byzantinischen Staates. München: Beck, 1940. (Byzantinisches Handbuch im Rahmen des Handbuchs der Altertumswissenschaft, XII. Abt., 1/2).
- Пронија: Прилог историји феудализма у Византии и у јужнословенским земљама. Београд: Просвета, 1951. (Посебна издања Византинолошког института; 1).
- Geschichte des byzantinischen Staates. 2. Aufl. München: Beck, 1952.
- Pour l’histoire de la féodalité byzantine / Trad. française, publiée avec la collaboration de P. Lemerle. Bruxelles: Ed. de l’Institut de Philologie et d’Histoire Orientales et Slaves, 1954. XVI, 388 p. (Corpus Bruxellense historiae Byzantinae, Subsidia; 1).
- Histoire de l’État byzantin / Traduction française de J. Gouillard, Avant-propos de P. Lemerle. Paris, 1956. 649 p.(Bibliothèque Historique).
- Quelques problèmes d’histoire de la paysannerie byzantine. Bruxelles: Ed. de l’Institut de Philologie et d’Histoire Orientales et Slaves, 1956. 80 p. (Corpus Bruxellense historiae Byzantinae, Subsidia; 2).
- Geschichte des byzantinischen Staates. 3., durchgearbeitete Aufl. München: Beck, 1963.
- Серска област после Душанове смрти. Београд, 1965. (Посебна издања Византинолошког института; 9).
- Byzantinische Geschichte 324—1453. München: Beck, 1965. IX, 569 S., 8 Karten.
- History of the Byzantine State. 3rd ed. Oxford, 1968. XXVII, 548 p.
- Storia dell’impero bizantino. Torino, 1968.
- Историја Византије. Београд: Просвета, 1969. 296 с.
- Сабрана дела. Књ. I: О византијском феудализму. Књ. II: Привреда и друштво у Византијском царству. Књ. III: Из византијске историје, историографије и просопографије. Књ. IV: Византија и Словени. Књ. V: О веровањима и схватањима Византинаца. Књ. VI: Историја Византије. Београд: Просвета, 1969—1970.
- Zur byzantinischen Geschichte: Ausgewählte kleine Schriften. Darmstadt, 1973.
- Byzanz und die Welt der Slawen: Beiträge zur Geschichte der byzantinischslawischen Beziehungen. Darmstadt, 1974.
- История Византийского государства. / Перевод с немецкого М. В. Грацианского под редакцией П. В. Кузенкова — М.: Сибирская Благозвонница, 2011. — 895, [1] с, ил., карты. — ISBN 978-5-91362-458-1

### Основные статьи
- Византийский податной устав // Сборник статей, посвященный памяти H.П. Кондакова = Recueil Kondakov. Прага, 1926. С. 109—124.
- Соединение вопроса о св. иконах с христологической догматикой в сочинениях православных апологетов раннего периода иконоборчества // Seminarium Kondakovianum 1 (1926 [1927]) 36-48.
- Die ländliche Steuergemeinde des byzantinischen Reiches im X. Jahrhundert // Vierteljahresschrift für Sozial- und Wirtschaftsgeschichte 20 (1927) 1-108; = Amsterdam: Hakkert, 1968.
- Гносеологические основы византийского спора о свв. иконах // Seminarium Kondakovianum 2 (1928) С. 47-51.
- Die Chronologie des Theophanes im 7. und 8. Jahrhundert // Byzantinisch-neugrichische Jahrbücher 7 (1928-29 [1930]) 1-56.
- Die wirtschaftlichen und sozialen Entwicklungsgrundlagen des byzantinischen Reiches // Vierteljahresschrift für Sozial- und Wirtschaftsgeschichte 22 (1929) 129—143.
- Studien zur Geschichte des byzantinischen Bilderstreites. Breslau, 1929. (Historische Untersuchungen; 5); = Amsterdam: Hakkert, 1964.
- Über die vermeintliche Reformtätigkeit der Isaurier // Byzantinische Zeitschrift 30 (1929-30) 394—399.
- Das Mitkaisertum im mittelalterlichen Byzanz // Kornemann E. Doppelprinzipat und Reichsteilung im Imperium Romanum. Leipzig-Berlin, 1930 [1931]. S. 166—178.
- Les débuts de la Querelle des Images // Mélanges Charles Diehl: Etudes sur l’histoire et sur l’art de Byzance. T. I: Histoire. Paris, 1930. P. 235—255.
- Les décisions du Stoglav au sujet de la peinture d’images et les principes de l’iconographie byzantine // Recueil Uspenskij. T. I. Paris, 1930. P. 393—411.
- Das Steuersystem im byzantinischen Altertum und Mittelalter // Byzantion 6 (1931) 229—240.
- Отношение церкви и государства в Византии // Seminarium Kondakovianum 4 (1931) 119—134.
- Афонские исихасты и их противники: (К истории поздневизантийской культуры) // Записки Русского научного института в Белграде 5 (1931) 349—370.
- Löhne und Preise in Byzanz // Byzantinische Zeitschrift 32/2 (1932) 293—333.
- Zum Reisebericht des Harun-ibn-Jahja // Seminarium Kondakovianum 5 (1932) 251—257.
- Славянский перевод хроники Симеона Логофета // Seminarium Kondakovianum 5 (1932) 17-37.
- Die Krönungsordnungen des Zeremonienbuches: Chronologische und verfassungsgeschichtliche Bemerkungen (соавтор Stein E.) // Byzantion 7/1 (1932) 185—233.
- Das Projekt einer Rangtabelle aus der Zeit des Caren Fedor Alekseevič // Jahrbücher für Kultur und Geschichte der Slaven N.F. 9 (1933) 87-138.
- Rom und Byzanz im Kampfe um die Bilderverehrung // Seminarium Kondakovianum 6 (1933) 73-87.
- Из чега и како је постала Византија // Српски Књижевни Гласник (1934) 508—514.
- Zum Stratordienst des Herrschers in der byzantinisch-slavischen Welt // Seminarium Kondakovianum 7 (1935) 187—204.
- Die Krönung Symeons von Bulgaren durch den Patriarchen Nikolaos Mystikos // Известия на Българския археологически институт 9 (1935) 275—286.
- Автократор и самодржац: Прилог за историју владалачке титулатуре у Византији и у јужних Словена // Глас Српске Краљевске Академије Наука 164 (II разр. 84) (1935) 95-187.
- Возвышение рода Ангелов // Сборник Русского археологического общества в королевстве Югославии (1936) 111—129.
- Die byzantinische Staatenhierarchie // Seminarium Kondakovianum 8 (1936) 41-61.
- Autokrator Joannes II. und Basileus Alexios // Annales de l’Institut Kondakov 10 (1938) 179—183.
- В. Г. Васильевский как византолог и творец новейшей русской византологии // Annales de l’Institut Kondakov 11 (1939 [1940]) 227—235.
- L’expédition du prince Oleg contre Constantinople en 907 // Annales de l’Institut Kondakov 11 (1939 [1940]) 47-62, 296—298.
- Владимир Святой и Византия // Владимирский Сборник в память 950-летия крещения Руси, 988—1938. Белград, 1939. С. 31-40.
- Писмо Димитрија Хоматијана Св. Сави // Светосавски зборник 2 (1939) 89-113.
- Братья Василия I // Известия на Българското историческо дружество 16-18 (1940) 342—350.
- Die Perioden der byzantinischen Geschichte // Historische Zeitschrift 163 (1941) 229—254.
- The peasant’s pre-emption right // The Journal of Roman Studies 37 (1947) 117—126.
- Византийские писцовые книги // Byzantinoslavica 9/2 (1948) 203—306.
- Утицај Словена на друштвени преображај Византије // Историски гласник 1 (1948) 12-21.
- Le grand domaine dans l’Empire byzantin // Recueils de la Société Jean Bodin 4 (1949) 35-50.
- Сербское посольство к императору Василию II // Глас Српске Академије Наука 193 (1949) 15-29.
- Елевтери: Прилог историји сељаштва у Византији // Зборник Филозофског факултета Универзитета у Београду 1 (1949) 45-62.
- Порфирогенитова хроника србских владара и њени хронолошки подаци // Историски часопис 1 (1949) 24-29.
- Urum-Despotes: Die Anfänge der Despoteswürde in Byzanz // Byzantinische Zeitschrift 44 (1951) 448—460.
- La Pronoïa: Contribution à l’étude de la féodalité à Byzance et chez les Slaves du Sud // Byzantion 22 (1952 [1953]) 437—517.
- Постанак тема Хелада и Пелопонез // Зборник радова Византолошког института 1 (1952) 64-77.
- Konstantin Porfirogenit o Konstantinu Pogonatu // Zgodovinski časopis 6-7 (1952—1953) 116—123.
- Sur la date de la composition du Livre des Thèmes et sur l’époque de la constitution des premiers thèmes d’Asie Mineure // Byzantion 23 (1953 [1954]) 31-66.
- Тактикон Успенског и Тактикон Бенешевића: О времену њиховог постанка // Зборник радова Византолошког института 2 (1953) 39-60.
- О византијским државним сељацима и војницима: Две повеље из доба Јована Цимиска // Глас Српске Академије Наука 214, Оделење друштвених наука, н.с. 3 (1954) 42-43.
- Размена поседа и сељака у хрисовуљи цара Алексија I Комнина светогорској Лаври из 1104 године // Историски часопис 5 (1954-55) 19-26.
- Лав Равдух и Лав Хиросфакт // Зборник радова Византолошког института 3 (1955) 29-36.
- Zur Kaisersalbung und Schilderhebung im spätbyzantinischen Krönungszeremoniell // Historia 4/2-3 (1955) 246—256.
- Две белешке о Душановим хрисовулима светогорском манастиру Ивирону // Зборник Матице српске 13-14 (1956) 75-84.
- Staat und Gesellschaft der frühbyzantinischen Zeit // Historia Mundi 4 (1956) 556—569.
- The Byzantine Emperor and the Hierarchical World Order // The Slavonic and East European Review 35, N 84 (1957) 1-14.
- Das byzantinische Kaiserreich in seiner inneren Struktur // Historia Mundi 6 (1958) 445—473.
- К истории иммунитета в Византии // Византийский временник 13 (1958) 55-106.
- Byzance — état tributaire de l’Empire turc // Зборник радова Византолошког института 5 (1958) 49-58.
- The Byzantine Empire in the World of the Seventh Century // Dumbarton Oaks Papers 13 (1959) 3-21.
- Byzantine Cities in the Early Middle Ages // Dumbarton Oaks Papers 13 (1959) 45-66.
- La Commune rurale byzantine: Loi agraire — Traité fiscal — Cadastre de Thèbes // Byzantion 32/1 (1962) 139—166.
- La prise de Serrès par les Turcs // Byzantion 35/1 (1965) 302—319.
- The Byzantine Background of the Moravian Mission // Dumbarton Oaks Papers 19 (1965) 1-18.
- Autour d’un prostagma de Jean VIII Paléologue // Зборник радова Византолошког института 10 (1967) 63-86.
- Византия и киевская княгиня Ольга // То Honor Roman Jakobson: Essays on the Occasion of His Seventieth Birthday (11 October 1966). The Hague-Paris, 1967. Vol. 2. P. 1458—1473.
- Die Pronoia unter den Komnenen // Зборник радова Византолошког института 12 (1970) 41-54.
- Света Гора после Маричке битке // Зборник Филозофског факултета Универзитета у Београду 11/1 (1970) 277—282.
- Observations on the Aristocracy in Byzantium // Dumbarton Oaks Papers 25 (1971) 1-32.
- Комитиса и светогорски манастири // Зборник радова Византолошког института 13 (1971) 221—251.
- Эволюция византийского обряда коронования // Византия. Южные славяне и Древняя Русь. Западная Европа: Искусство и культура. Москва: Наука, 1973. С. 33-42.
- Drei Praktika weltlicher Grundbesitzer aus der ersten Hälfte des 14. Jahrhunderts // Зборник радова Византолошког института 14-15 (1973) 81-101.